# The Grateful Dead Movie Soundtrack
The Grateful Dead Movie Soundtrack je koncertní album, obsahující pět CD. Album vyšlo 15. března 2005 u Grateful Dead Records. Nahrávky pocházejí z roku 1974. Jedná se zároveň o soundtrack k filmu The Grateful Dead Movie.

## Nahrávání
- 16. říjen 1974: Disk 1 track 7
- 17. říjen 1974: Disk 1 skladby 3-4, Disk 2 skladby 2-10, Disk 4 skladba 4
- 18. říjen 1974: Disk 1 skladba 1, Disk 3
- 19. říjen 1974: Disk 1 skladby 2 & 5-6, Disk 2 skladba 1, Disk 4 skladby 1-3 & 5-11
- 20. říjen 1974: Disk 5

## Seznam skladeb
| Disk 1 | Disk 1                  | Disk 1                    | Disk 1 |
| Pořadí | Název                   | Autor                     | Délka  |
| ------ | ----------------------- | ------------------------- | ------ |
| 1.     | U.S. Blues              | Hunter, Garcia            | 5:13   |
| 2.     | One More Saturday Night | Weir                      | 6:33   |
| 3.     | China Cat Sunflower     | Hunter, Garcia            | 9:14   |
| 4.     | I Know You Rider        | trad., arr. Grateful Dead | 6:07   |
| 5.     | Eyes of the World       | Hunter, Garcia            | 13:01  |
| 6.     | China Doll              | Hunter, Garcia            | 6:16   |
| 7.     | Playing in the Band     | Hunter, Hart, Weir        | 31:44  |

| Disk 2 | Disk 2             | Disk 2          | Disk 2 |
| Pořadí | Název              | Autor           | Délka  |
| ------ | ------------------ | --------------- | ------ |
| 1.     | Scarlet Begonias   | Hunter, Garcia  | 13:56  |
| 2.     | He's Gone          | Hunter, Garcia  | 13:01  |
| 3.     | Jam                | Grateful Dead   | 7:31   |
| 4.     | Weirdness          | Grateful Dead   | 8:05   |
| 5.     | The Other One      | Kreutzman, Weir | 7:34   |
| 6.     | Spanish Jam        | Grateful Dead   | 1:48   |
| 7.     | Mind Left Body Jam | Grateful Dead   | 3:10   |
| 8.     | The Other One      | Kreutzman, Weir | 2:28   |
| 9.     | Stella Blue        | Hunter, Garcia  | 9:04   |
| 10.    | Casey Jones        | Hunter, Garcia  | 5:23   |

| Disk 3 | Disk 3                                                            | Disk 3                                                | Disk 3 |
| Pořadí | Název                                                             | Autor                                                 | Délka  |
| ------ | ----------------------------------------------------------------- | ----------------------------------------------------- | ------ |
| 1.     | Weather Report Suite 1. Prelude 2. Part I 3. Part II: Let It Grow | Weir Andersen, Weir John Barlow, Weir                 | 16:44  |
| 2.     | Jam                                                               | Grateful Dead                                         | 8:54   |
| 3.     | Dark Star                                                         | Hunter, Garcia, Hart, Kreutzman, Lesh, McKernan, Weir | 24:10  |
| 4.     | Not Fade Away                                                     | Holly, Petty                                          | 8:34   |
| 5.     | Goin' Down the Road Feeling Bad                                   | trad., arr. Grateful Dead                             | 7:33   |

| Disk 4 | Disk 4              | Disk 4                     | Disk 4 |
| Pořadí | Název               | Autor                      | Délka  |
| ------ | ------------------- | -------------------------- | ------ |
| 1.     | Uncle John's Band   | Hunter, Garcia             | 9:08   |
| 2.     | Big Railroad Blues  | Lewis                      | 5:02   |
| 3.     | Tomorrow Is Forever | Parton, Wagoner            | 6:26   |
| 4.     | Sugar Magnolia      | Hunter, Weir               | 5:26   |
| 5.     | He's Gone           | Hunter, Garcia             | 13:49  |
| 6.     | Caution Jam         | Grateful Dead              | 4:30   |
| 7.     | Drums               | Kreutzman                  | 1:23   |
| 8.     | Space               | Grateful Dead              | 9:14   |
| 9.     | Truckin'            | Hunter, Garcia, Lesh, Weir | 9:48   |
| 10.    | Black Peter         | Hunter, Garcia             | 10:10  |
| 11.    | Sunshine Daydream   | Hunter, Weir               | 3:14   |

| Disk 5 | Disk 5                                 | Disk 5                    | Disk 5 |
| Pořadí | Název                                  | Autor                     | Délka  |
| ------ | -------------------------------------- | ------------------------- | ------ |
| 1.     | Playing in the Band                    | Hunter, Hart, Weir        | 13:24  |
| 2.     | Drums                                  | Hart, Kreutzman           | 4:09   |
| 3.     | Not Fade Away                          | Holly, Petty              | 14:44  |
| 4.     | Drums                                  | Hart, Kreutzman           | 4:53   |
| 5.     | The Other One                          | Kreutzman, Weir           | 10:56  |
| 6.     | Wharf Rat                              | Hunter, Garcia            | 9:35   |
| 7.     | Playing in the Band                    | Hunter, Hart, Weir        | 8:38   |
| 8.     | Johnny B. Goode                        | Berry                     | 3:55   |
| 9.     | Mississippi Half-Step Uptown Toodleloo | Hunter, Garcia            | 7:34   |
| 10.    | We Bid You Goodnight                   | trad., arr. Grateful Dead | 1:59   |

## Sestava
- Jerry Garcia – sólová kytara, zpěv
- Bob Weir – rytmická kytara, zpěv
- Phil Lesh – basová kytara, zpěv
- Donna Godchaux – zpěv
- Keith Godchaux – klávesy, piáno
- Bill Kreutzmann – bicí
- Mickey Hart – bicí na disku 5